# 커피산
커피산(Caffeic acid)은 화학식 C9H8O4을 갖는 유기 화합물이다. 폴리페놀이다. 황색 고체이다. 구조적으로는 하이드록시신남산으로 분류된다. 분자는 페놀성 및 아크릴성 작용기로 구성된다. 이는 바이오매스와 그 잔류물의 주요 구성요소 중 하나인 리그닌의 생합성에서 중간체로 모든 식물에서 발견된다. 카페인과는 관련이 없다.